# قلقلة (مقاطعة دالاهو)
قلقلة (بالفارسية: قلقله) هي قرية تقع في قسم بان‌زرده الريفي (مقاطعة دالاهو) في إيران. يقدر عدد سكانها بـ 172 نسمة بحسب إحصاء 2016.